# Cheomseongdae
Pour l'observatoire du Goguryeo, voir Chomsong.
Le Cheomseongdae est un observatoire astronomique qui se situe à Gyeongju, en Corée du Sud.
Cheomseongdae veut dire « la tour d'où l'on observe les étoiles » en coréen. Le Cheomseongdae est le plus vieil observatoire qui existe en Asie de l'Est et une des plus anciennes installations scientifiques sur la Terre. Il a été construit vers le VIIe siècle, sous les rois de Silla (avant le Grand Silla ou Silla Unifié), royaume dont la capitale était la ville de Gyeongju. Le Cheomseongdae a été classé 31e trésor national de Corée le 20 décembre 1962.

## Vue d'ensemble
Selon le Samguk Yusa et d'autres documents de l'époque médiévale coréenne, le Cheomseongdae a été construit sous le règne de la reine Seondeok (632-647) près de la capitale du royaume. La tour est composée de 362 blocs de granit qui se rapportent aux 362 jours de l'année lunaire. Elle est aussi composée de 27 couches circulaires de pierres (la reine Seondeok fut le 27e dirigeant de Silla) sur une structure rectangulaire. 12 de ces couches sont sous la fenêtre, 3 composent la fenêtre, et 12 sont au-dessus de la fenêtre. On dit que le chiffre 12 signifie les 12 mois de l'année.
La tour fait 5,7 mètres de large et 9,4 mètres de haut, et est remplie de terre jusqu'à la hauteur de la fenêtre. Le style de construction est similaire à celui du temple bouddhiste de Bunhwangsa.

Le Cheomseongdae est le plus ancien observatoire astronomique de l'Asie de l'Est, mais certains pensent qu'il est mal adapté à l'observation du ciel. D'autres disent qu'il était utilisé plutôt pour l'astrologie que l'astronomie, car à cette époque, les deux domaines ne se différenciaient guère.
Il possède une unique fenêtre orientée vers le Sud et la structure supérieure, carrée, pouvait accueillir une construction en bois qui aurait pu recevoir une sphère armillaire, ou un objet d'observation similaire. Il a existé des sphères armillaires en Chine, on en conserve encore un exemplaire à la Cité Interdite, datant des environs de 1276.

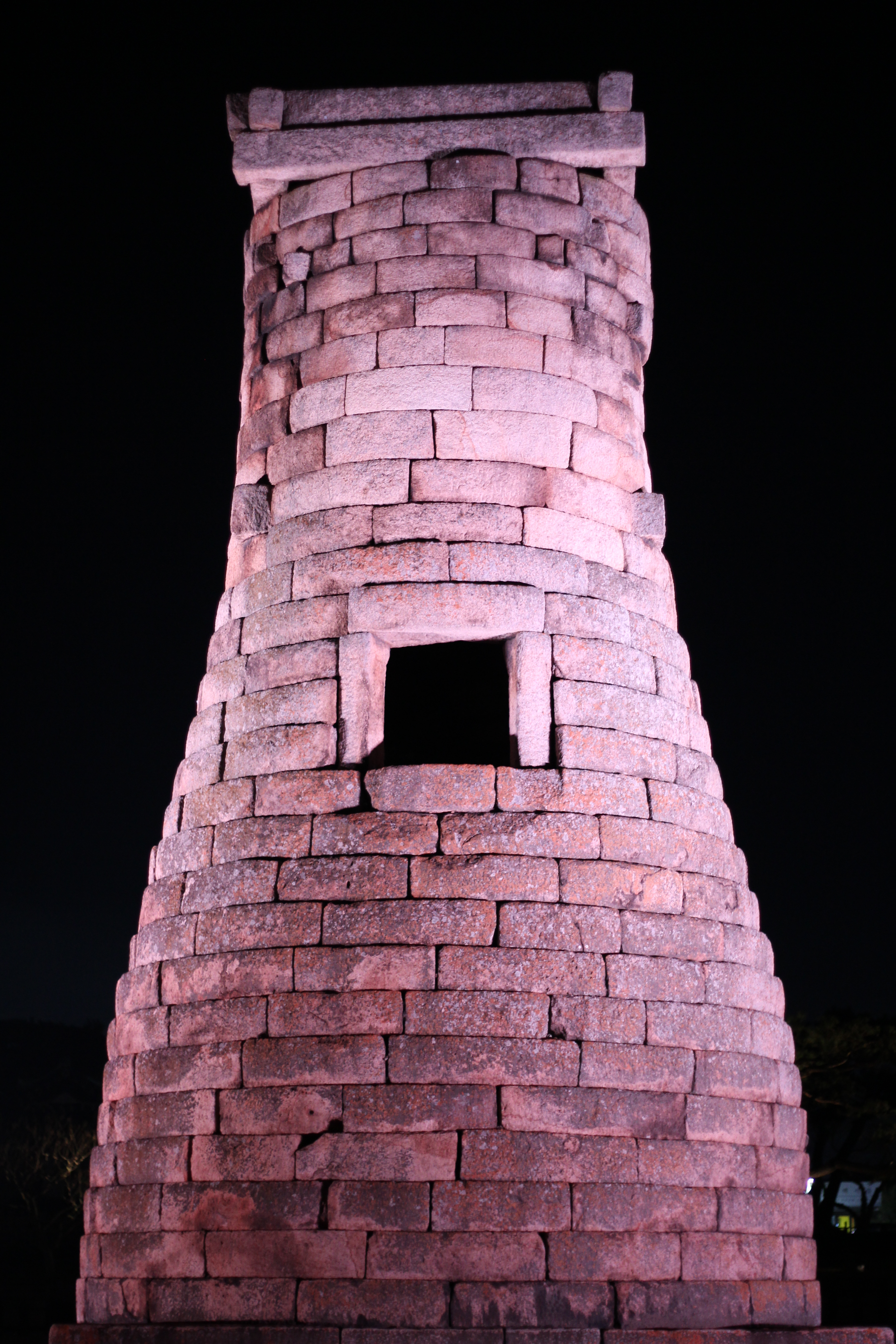
Observatoire astronomique de Cheomseongdae la nuit